# Список членов Боевой организации партии социалистов-революционеров

## Список
| Имя                                                       | Псевдонимы                                       | Годы жизни     | Год вступления в БО | Деятельность | Дальнейшая судьба |
| --------------------------------------------------------- | ------------------------------------------------ | -------------- | ------------------- | --- | --- |
| Азеф, Евно Фишелевич                                      | «Иван Николаевич», «Валентин Кузьмич», «Толстый» | 1869—1918      |                     | Руководитель Боевой организации. Организовал покушения на Плеве и великого князя Сергея Александровича, а так же множество других акций. | После разоблачения как сотрудника Охранного отделения, бежал за границу, умер в Берлине от почечной недостаточности. |
| Азеф, Владимир Фишелевич                                  |                                                  |                |                     | | После разоблачения брата как агента-провокатора вышел из революционного движения и уехал в Америку. |
| Барыков, Сергей                                           |                                                  | 1872—?         | 1904                | Состоял в Союзе социалистов-революционеров. Работал в Петербургском отделе БО, позднее в Севастопольской организации ПСР. | Арестован в марте 1905 года, амнистирован по Манифесту 17 октября. |
| Барыкова, Надежда                                         |                                                  |                |                     | | |
| Басов-Верхоянцев, Сергей Александрович                    | «Верхоянцев»                                     | 1869—1952      | 1904                | Был членом Петербургского отряда БО, участвовал в подготовке покушения на министра юстиции Н. В. Муравьева. | Арестован в марте 1905 года, амнистирован по Манифесту 17 октября. |
| Беневская, Мария Аркадьевна                               | «Генриетта»                                      | 1882—1942      | 1905                | Техник. Участвовала в подготовке покушения на Московского генерал-губернатора Ф.В. Дубасова. | Пострадала от случайного взрыва при изготовлении бомбы для покушения на Дубасова, была арестована и приговорена осенью 1906 г. к 16 годам каторжных работ. |
| Блинов, Николай Иванович                                  |                                                  | 1881—1905      | 1904                | В Швейцарии под руководством Е. Ф. Азефа занимался подготовкой взрывчатых устройств для покушений на российских государственных чиновников. | Уроженец Житомира. Будучи студентом Киевского университета участвовал в студенческих беспорядках в 1904 году. После подавления выступлений студентов, выехал в Швейцарию. Жил в Женеве. В начале 1905 вернулся в Житомир. 24 апреля 1905 года во время еврейского погрома был растерзан толпой черносотенцев. В память о трагической смерти Николая Блинова открыты мемориальные доски в Ариэльском университетском центре (Западный берег реки Иордан) в 2012 году и в Житомире в 2018 году. |
| Боришанский, Давид                                        | «Абрам», «Подновский»                            |                |                     | Участник покушения на Плеве, готовил покушения на Н.В. Клейгельса и Д.Ф. Трепова, оказавшиеся неудачными. | В 1905 году арестован, приговорен к длительной каторге. |
| Бриллиант, Дора Владимировна                              |                                                  | 1879—1909      | 1903                | Изготавливала бомбы для покушений на В.К. Плеве и великого князя Сергея Александровича. | За участие в покушениях была осуждена к лишению свободы и заключена в Петропавловскую крепость. Там она сошла с ума и скончалась в октябре 1909 года. |
| Вноровский-Мищенко, Борис Устинович                       |                                                  | 1881—1906      | 1906                | 23 апреля 1906 года бросил бомбу в коляску московского генерал-губернатора Ф.В. Дубасова — взрывом были убиты адъютант Дубасова и сам террорист, ранены генерал-губернатор и его кучер. | Погиб в результате теракта. |
| Вноровский, Владимир Устинович                            |                                                  |                |                     | Вместе с братом участвовал в подготовке покушения на Дубасова. | После неудачного покушения на генерала Каульбарса, вместе с женой (Маргаритой Грунди) выехали за границу. |
| Грунди-Вноровская, Маргарита                              |                                                  |                |                     | | После неудачного покушения на генерала Каульбарса, вместе с мужем выехала за границу. |
| Гершуни, Григорий Андреевич                               |                                                  | 1870–1908      |                     | Основатель БО; организатор покушений на министра внутренних дел Д.С. Сипягина, уфимского губернатора Н.М. Богдановича и харьковского губернатора И.М. Оболенского. | Умер в Швейцарии от легочной болезни. |
| Горинсон, Борис                                           |                                                  |                | 1905                | Техник из Варшавы. В деле покушения на Дурново был задействован для наружного наблюдения под видом уличного торговца. После неудачного покушения на генерала А. В. Каульбарса, участвовал в покушениях на провинциальных чиновников. | Арестован летом в 1908 году в Москве. |
| Гоц, Абрам Рафаилович                                     |                                                  | 1882—1940      | 1906                | Участвовал в подготовке покушений на П.Н. Дурново и Н.К. Римана. | Подвергся репрессиям со стороны советской власти, умер в лагере. |
| Двойников, Иван Васильевич                                |                                                  |                |                     | | В 1906 году вместе с Калашниковым и Назаровым был арестован по делу о покушении на генерала Неплюева, к которому не имел прямого отношения, и приговорен к четырем годам каторжных работ. |
| Дулебов, Егор Олимпиевич                                  | «Агапов»                                         | 1883/1884—1908 |                     | 6 мая 1903 года убил уфимского губернатора Богдановича за его роль в расстреле демонстрантов в Златоусте. | Во время заключения заболел психически, и был отправлен в психиатрическую больницу имени Николая Чудотворца, где и умер. |
| Загородний, Яков Григорьевич                              |                                                  |                |                     | Член петербургского отдела БО. | Арестован в марте 1905 года, амнистирован по Манифесту 17 октября. Был снова арестован в декабре 1905 года по делу о Петербургской динамитной мастерской. |
| Зензинов, Владимир Михайлович                             |                                                  | 1880—1953      | 1905                | До 1906 года работал по подготовке террористических актов в Москве и Петербурге. | Во время Гражданской войны покинул Россию, жил в эмиграции. |
| Зильберберг (Памфилова), Ксения Ксенофонтовна             | «Ирина»                                          | 1882—1955      |                     | Техник, участница покушения на петербургского градоначальника В.Ф. Лауница. | Жила в эмиграции во Франции и Италии. |
| Зильберберг, Лев Иванович                                 | «Николай Иванович», «Штифтарь»                   | 1880—1907      | 1905                | Техник, затем руководитель Центрального боевого отряда после временного ухода от дел Азефа и Савинкова. | Арестован по обвинению в участии в убийстве Лауница и повешен 16 июля 1907 года. |
| Иванов, Петр                                              |                                                  | ?—1907         |                     | Участвовал в подготовке покушения на Дурново (вел наружное наблюдение). 28 августа 1907 года застрелил в Пскове начальника Алгачинской каторжной тюрьмы И. Н. Бородулина. | По обвинению в убийстве был повешен. |
| Ивановская, Прасковья Семеновна                           |                                                  | 1852 — 1935    |                     | Участвовала в подготовке убийства В.К. Плеве. В качестве связной работала в группе, подготавливавшей убийства Великого князя Владимира Александровича, Трепова, Дурново и Булыгина. | В 1905 году была арестована, но через несколько месяцев освобождена по амнистии. Умерла в советской Украине от естественных причин. |
| Ильинский, Сергей Николаевич                              |                                                  | 1886—1914      |                     | Участвовал в покушении на члена Государственного совета графа Алексея Игнатьева в Твери (9 декабря 1906 года) — застрелил графа шестью выстрелами из револьвера. | В 1907 году осужден тверским военным судом, приговорен к смертной казни, замененной на 11 лет каторги. В 1913 году переведен в Ярославский централ, где покончил жизнь самоубийством. |
| Калашников, Александр Васильевич                          |                                                  |                |                     | | В 1906 году вместе с Двойниковым и Назаровым был арестован по делу о покушении на генерала Неплюева, к которому не имел прямого отношения, и приговорен к семи годам каторжных работ. |
| Каляев, Иван Платонович                                   |                                                  | 1877—1905      | 1903                | Участник покушения на В.К. Плеве и непосредственный исполнитель убийства великого князя Сергея Александровича. | Повешен в Шлиссельбургской крепости. |
| Карпович, Петр Владимирович                               |                                                  | 1874—1917      | 1907                | В 1908 году принял непосредственное участие в организации провалившегося покушения на императора Николая II. | Погиб при возвращении в Россию в 1917 года; корабль, на котором плыл Карпович, был торпедирован германской подводной лодкой. |
| Кац, Фейга-Геня Лейбовна                                  |                                                  |                |                     | По профессии акушерка. Хозяйка конспиративной квартиры при подготовке покушения на Санкт-Петербургского генерал-губернатора Д. Ф. Трепова и министра внутренних дел А. Г. Булыгина. | Арестована в марте 1905 года, амнистирована по Манифесту 17 октября. |
| Коноплянникова, Зинаида Васильевна                        |                                                  | 1878—1906      |                     | Убийца генерала Георгия Мина | Повешена по приговору суда 29 августа 1906 в Шлиссельбургской крепости |
| Крафт, Павел Павлович                                     |                                                  | 1870—1907      |                     | Ближайший помощник Гершуни в деле создания БО ПСР. Организатор покушения на министра внутренних дел Д.С. Сипягина. Во время Революции 1905—1907 занимался вопросами боевой и организационной деятельности партии. | Умер в 1907 году в Петербурге естественной смертью. |
| Куликовский, Петр Александрович                           |                                                  | 1869—1923      |                     | Участник покушения на вел. кн. Сергея Александровича. Застрелил 28 июня 1905 года московского градоначальника Шувалова. | В гражданской войне попал в плен к красным и покончил с собой, приняв морфий. |
| Кудрявцев, Евгений                                        | «Адмирал»                                        | ?—1906         |                     | 21 декабря 1906 (3 января 1907 года по новому стилю) застрелил градоначальника Петербурга фон дер Лауница. Ранее также пытался осуществить покушение на П.А. Столыпина. | После убийства Лауница покончил с собой. |
| Левинсон, Павла Андреевна                                 |                                                  |                |                     | Член технической группы, обеспечивала подготовку взрывчатки и снаряжение бомб для покушений. | Уехала за границу. |
| Леонтьева, Татьяна Александровна                          |                                                  | ок. 1885—?     |                     | Член петербургского отдела БО, участвовала в подготовке покушений на высокопоставленных лиц. 1 сентября 1906 года по ошибке застрелила Ш. Мюллера, приняв его за министра внутренних дел П.Н. Дурново. | Была приговорена к тюремному заключению. |
| Лурье, Рашель Вульфовна                                   | «Катя»                                           | 1884—1908      |                     | Революционную деятельность начала в рядах Бунда; с 1904 года в партии социалистов-революционеров, член БО. | Застрелилась в Париже 1 января 1908 года. |
| Марков, Борис Дмитриевич                                  | «Доронин Федор Алексеевич», «Захаренко»          | 1884—1920      | 1904                | Член петербургского отдела БО, участвовал в подготовке покушений на петербургского генерал-губернатора Д.Ф. Трепова и министра внутренних дел А.Г. Булыгина. | Во время гражданской войны был арестован белогвардейцами за подготовку эсеровского восстания и утоплен в озере Байкал. |
| И.И. Мацеевский                                           |                                                  |                |                     | | |
| Мельников, Михаил Михайлович                              |                                                  | 1877—?         |                     | Ближайший помощник Г. А. Гершуни в деле создания БО. Одним из первых заподозрил Азефа в провокаторстве, но не смог убедить в этом товарищей по партии. | |
| Моисеенко, Борис Николаевич                               | «Опанас»                                         | ?—1918         |                     | Участник покушения на вел. кн. Сергея Александровича. | Бежал за границу, вернулся в Россию в 1917 г. Убит в Омске офицерами армии Колчака. |
| Моисеенко, Сергей Николаевич                              |                                                  |                | 1909                | Техник БО. Принимал участие в неудачной попытке Савинкова после разоблачения Азефа вновь организовать покушение на Николая II. | |
| Назаров, Федор Александрович                              |                                                  |                | 1906                | Участник покушения на нижегородского губернатора П. Ф. Унтербергера. Убил 22 марта 1906 г. в Варшаве провокатора Н. Ю. Татарова. В мае 1906 года вместе с другими членами Боевой организации Двойниковым и Калашниковым арестован после неудачного покушения на генерала В. С. Неплюева в Севастополе. Приговорён к четырём годам каторжных работ. | Повешен при попытке побега с каторги, по другим данным — убит при переходе границы. |
| Никитенко, Борис Николаевич                               | «Капитан»                                        | 1885—1907      | 1906                | Руководитель «Боевой организации». Арестован по делу о заговоре на императора Николая II в марте 1907 г. | Повешен 21 августа 1907 г. вместе с Б. С. Синявским и В. А. Наумовым в Санкт-Петербурге (Лисий Нос). |
| Павлов                                                    |                                                  |                |                     | В подготовке покушения на Дурново вместе с Трегубовым и Гоцем вел наружное наблюдение под видом извозчика. | |
| Пискарев                                                  |                                                  |                |                     | В деле покушения на Дурново был задействован для наружного наблюдения под видом уличного торговца. | |
| Подвицкий, Борис Владимирович                             | «Запольский»                                     | 1881—1938      |                     | Участие в подготовке и проведении покушения на губернатора П. Н. Дурново, великого князя Владимира Александровича, министра юстиции Н. М. Муравьева, министра внутренних дел А. Г. Булыгина и его заместителя, предводителя общества Хоругвеносцев купца А. А. Котова (1906).                                                                      | Арестован в марте 1905 г., амнистирован по Манифесту 17 октября. Вновь арестован в 1909 г., в заключении до 1912 г. В СССР неоднократно привлекался к уголовной ответственности по политическим статьям, отбывал ссылки и заключение в исправительно-трудовых лагерях. Расстрелян по решению наркома НКВД СССР 9 июня 1938 г. за контрреволюционную деятельность. |
| Покотилов, Алексей Дмитриевич                             |                                                  | 1879—1904      |                     | Техник, участвовал в подготовке покушения на В.К. Плеве. | Погиб при случайном взрыве бомбы в Северной гостинице. |
| Попова, Валентина Павловна                                | «Екатерина Ивановна»                             | 1880—1937      |                     | Занималась изготовлением бомб (в том числе для сорвавшегося покушения на Дубасова), затем осуществляла наблюдение и выполнение различных поручений. | Расстреляна вместе с мужем по решению тройки НКВД во время большого террора. |
| Прокофьева, Мария Алексеевна                              | «М.А.П.»                                         | 1883—1913      | 1909                | | Умерла от туберкулеза. |
| Савинков, Борис Викторович                                | «Павел Иванович», «Ропшин», «Б.Н.» и др.         | 1879—1925      |                     | Заместитель руководителя БО Азефа; непосредственный организатор самых «громких» терактов БО — убийства министра внутренних дел В.К. Плеве и вел. кн. Сергея Александровича, а также многих других; после разоблачения Азефа пытался возродить БО, но потерпел неудачу.                                                                             | После Октябрьской революции активно боролся против советской власти. Был выманен агентами ГПУ в СССР и арестован. По официальной версии, покончил с собой, выбросившись из окна. |
| Самойлов                                                  |                                                  |                |                     | | |
| Севастьянова, Александра Александровна                    | «Аннушка»                                        | 1873—1907      |                     | Бросила бомбу в московского генерал-губернатора и командующего Московским военным округом генерала С.К. Гершельмана. Покушение закончилось неудачей. Входила в Центральный боевой отряд. | Повешена 7 декабря 1907 года по приговору военного суда. |
| Имя неизвестно                                            | «Семен Семенович»                                |                | 1906                | Техник БО, изготавливал бомбы для покушения на московского губернатора Ф.В. Дубасова. | Исчез в том же 1906 году, о его дальнейшей судьбе ничего неизвестно. |
| Сикорский, Лейба Вульфович                                | «Семен», «Шимон»                                 | 1884—1927      | 1904                | Участвовал в покушении на В.К. Плеве. | Осужден на 20 лет каторги. |
| Синявский, Борис Степанович                               | «Кит Пуркин»                                     | 1880—1907      |                     | | Арестован по делу о заговоре на царя в марте 1907 г. Повешен. |
| Созонов, Егор Сергеевич                                   |                                                  | 1879—1910      |                     | 15 июля 1904 г. бросил бомбу, взрывом которой был убит Плеве. | Покончил самоубийством в знак протеста против ужесточения тюремного режима. |
| Созонов, Зот Сергеевич                                    |                                                  |                |                     | В подготовке покушения на Дурново был связным с группой Трегубова, Гоца и Павлова, которые осуществляли наружное наблюдение. | |
| Смирнов, Всеволод                                         |                                                  |                |                     | В деле покушения на Дурново был задействован для наружного наблюдения под видом газетчика. | Отошел от террористической деятельности, занялся общепартийной работой. |
| Трегубов                                                  |                                                  |                |                     | В подготовке покушения на Дурново вместе с Павловым и Гоцем вел наружное наблюдение под видом извозчика. | |
| Успенский, Борис Глебович                                 |                                                  | 1886—1951      |                     | | Сын Г. И. Успенского. Отошел от террористической деятельности, жил в России под своим именем. |
| Трофимов Е. А.                                            | «Сидоренко»                                      | ? — 1912       |                     | | Арестован в марте 1905 года, приговорен в ноябре 1905 года к длительному сроку каторжных работ. Умер от туберкулеза в феврале 1912 года в каторжном централе N1 (Тобольск). |
| Фельдман, Александр                                       |                                                  |                |                     | Принимал участие в покушении на Столыпина в 1907 году. | Выехал за границу. |
| Финкельштейн, Яков Борисович                              | Виктор Васильев                                  | ум. 1906       |                     | Убил генерала Козлова С. В. | Казнён. |
| Худатова, Мария                                           |                                                  |                |                     | | Отошла от террористической деятельности, жила в России под своим именем. |
| Швейцер, Максимилиан Ильич                                | «Павел», «Леопольд»                              | 1881—1905      | 1903                | Входил в «тройку»-комитета БО вместе с Азефом и Савинковым, участник покушений на В. К. Плеве и вел. кн. Сергея Александровича. | Погиб при случайном взрыве при изготовлении бомбы. |
| Шергов, Михаил Исаевич                                    |                                                  | 1878-1958      |                     | | Отошел от революционной деятельности, закончил медицинский факультет Берлинского университета, работал врачом в Чите и Москве |
| Шиллеров, Василий Иванович                                |                                                  |                |                     | 23 апреля 1906 года принимал участие в покушении на московского губернатора Ф.В. Дубасова. | Арестован в мае 1906 года в Вильно. |
| Шиманов                                                   |                                                  |                |                     | | |
| Школьник, Мария Марковна                                  |                                                  | 1882—1955      |                     | 1 января 1906 года вместе с А. Шпайзманом участвовала в покушении на черниговского губернатора А. А. Хвостова, который при этом был ранен. | Была приговорена к пожизненной каторге, но бежала в Америку. После Февральской революции вернулась в Россию и вступила в РКП(б). |
| Шнееров, Моисей Мордухович                                |                                                  | ?—1917         |                     | | Уроженец Полтавской губернии. Осужден за революционную деятельность. Приговорен к каторге. Отбывал срок в Акатуйской каторжной тюрьме. |
| Шпайзман, Аарон                                           |                                                  |                |                     | 1 января 1906 года вместе Марией Школьник осуществил покушение на черниговского губернатора А. А. Хвостова. Шпайзман первым бросил бомбу, которая не взорвалась. Губернатор остался жив. | По приговору военно-окружного суда повешен. |
| Эфрусси, Сура-Аронс Иосифовна (Лазаркевич Софья Осиповна) |                                                  | 1874—1957      | 1907—1911           | Принимала участие в террористической деятельности. | Сестра Б. О. Эфруси и П. О. Эфрусси. Жена Н. А. Лазаркевича.Уроженка Кишинёва. После окончания гимназии, преподавала арифметику в Кишинёвском женском еврейском профессиональном училище Еврейского колонизационного общества. Член партии социалистов-революционеров с 1903 года. Арестована в Москве 17.03.1905 года, заключена в Петропавловскую крепость. Отпущена под залог в 1000 руб. 21.09.1905 года. В эмиграции с 1908 во Франции и США.                                            |
| Яковлев, Александр Александрович                          | «Гудков»                                         | 1887—1916      |                     | Пытался совершить покушение на полковника Н.К. Римана. | Бежал с каторги, перебрался во Францию. С началом Первой мировой войны вступил добровольцем во французскую армию, убит 10 апреля (1916) в битве при Вердене. |